# Krupá (Rakovník)
Krupá é uma comuna checa localizada na região da Boêmia Central, distrito de Rakovník.